# Simon Lohet
Simon Lohet (Loxhay) (né avant 1550 probablement à Maastricht , à cette époque cogouverné par la principauté de Liège et le duché de Brabant ; inhumé le 5 juillet 1611 à Stuttgart) est un organiste et compositeur de la Renaissance, actif à la cour du duché de Wurtemberg. 

## Biographie
Son père était un certain Jean de Liège. Le 14 septembre 1571, Simon Lohet obtient le poste d'organiste à la cour du duc Louis VI de Wurtemberg. Parmi ses élèves, on compte son fils Ludwig Lohet (1577-1617) et Adam Steigleder (père de Johann Ulrich Steigleder) qui fut durant trois ans son assistant. Également responsable des instruments de la chapelle ducale, Lohet se rend en 1581 à Venise et plusieurs fois dans les Pays-Bas méridionaux pour découvrir les nouveautés chez les éditeurs de musique et acheter des instruments de musique. 
Les seules œuvres qui nous soient parvenues sont ses 20 fugues à quatre voix pour orgue, dont chacune compte entre 20 et 35 mesures, et qui se trouvent dans le recueil Nova musices organicae tabulatura de Johann Woltz, publié à Bâle en 1617.

## Partitions
- IMSLP Nova musices organicae tabulatura